# Forszolás
A forszolás (forcing) a relatív ellentmondás-mentesség és függetlenség bizonyítására alkalmas módszer, a modern matematika történetének egyik legújabb nagy eredménye. A módszer halmazelméleti kidolgozója Paul Cohen, aki a forszolással sikeresen bizonyította a kontinuumhipotézis függetlenségét.
A másik jelentős eredmény, amit Cohen maga bizonyított a forszolás segítségével, a kiválasztási axióma függetlensége a  Zermelo–Fraenkel axiómarendszertől.
A halmazelmélet modellje vagy a teljes {\displaystyle {\mathsf {ZFC}}}, vagy annak egy nagy, de véges részhalmazának modellje. A modell tranzitív, hogyha {\displaystyle x\in y\in M}, akkor {\displaystyle x\in M}. A forszolás alapgondolata, hogy a halmazelmélet egy tranzitív modelljét (the ground model) úgy bővítjük, hogy hozzáveszünk egy új G halmazt (a generic set), hogy ezáltal a halmazelméletnek egy tágabb tranzitív modelljéhez jussunk M[G], amit eztán bővebb modellnek (generic extension) nevezünk. A G halmaz közelítése az alapmodellben meghatározott forszolási feltételek által történik, s e feltételek megfelelő kiválasztása meghatározza, hogy mi igaz a bővebb modellben.
A módszer 1963-as bevezetése óta a forszolást számos esetben alkalmazták, sőt,
(bizonyos továbbfejlesztéseknek köszönhetően) meghatározó szerepe lett
a modellmódszeres relatív ellentmondás-mentességi bizonyítások körében.
A leíró halmazelmélet mind a rekurzióelméletben, mind a halmazelméletben használja a forszolás jelölésrendszerét. A modellelméletben általában közvetlenül definiálják az általánosságot a forszolás említése nélkül.

## Intuitív megközelítés
Maga a forszolás ekvivalens a Boole-értékű modellalkotással, ami természetesebben és intuitívabban hat, de nehezebb megvalósítani. 
Legyen az univerzum  {\displaystyle V}. A forszolás ezt kibővíti egy nagyobb  {\displaystyle V^{*}} univerzummá. Ebben az új univerzumban számos {\displaystyle \omega =\{0,1,2,\ldots \}} halmaz lehet, amelyek nem voltak meg a régi univerzumban, így megsérthetik a kontinuumhipotézist. Ez a Cantor-paradoxon megfogalmazása a végtelenről. Elméletben vehetjük ezt is:
{\displaystyle V^{*}=V\times \{0,1\}},
ahol azonosítjuk az {\displaystyle x\in V} elemeket az {\displaystyle (x,0)} elemekkel. Az {\displaystyle (x,1)} halmazok számára új eleme relációt vezetünk be. A forszolás ennek továbbfejlesztett változata, ami a kiterjesztésben egyetlen új halmaz meglétét bizonyítja, és részletesen szabályozhatóvá teszi az új univerzum tulajdonságait. 
Cohen eredeti módszere, az elágazó forszolás lényegesen különbözik az itt ismertetett nem elágazó forszolással.

## Forszoló posetek
Egy forszoló poset egy {\displaystyle (\mathbb {P} ,\leq ,\mathbf {1} )} rendezett hármas, ahol {\displaystyle \leq } kvázirendezés a {\displaystyle \mathbb {P} } halmazon, ami eleget tesz a következő hasító feltételnek:
Minden  {\displaystyle p\in \mathbb {P} } elemhez van olyan {\displaystyle q,r\in \mathbb {P} }, hogy {\displaystyle q,r\leq p} úgy, hogy nincs olyan {\displaystyle s\in \mathbb {P} }, hogy {\displaystyle s\leq q,r}. {\displaystyle \mathbb {P} } legnagyobb eleme  {\displaystyle \mathbf {1} }, azaz {\displaystyle p\leq \mathbf {1} } minden  {\displaystyle p\in \mathbb {P} } elemre. {\displaystyle \mathbb {P} } elemei forszolási állapotok, vagy röviden állapotok. A {\displaystyle p\leq q} relációt úgy mondjuk, hogy {\displaystyle p} erősebb, mint {\displaystyle q}. Intuitívan, a kisebb halmaz több információt nyújt, például a {\displaystyle [3.1415926,3.1415927]} több információt nyújt a pi számról, mint a {\displaystyle [3.1,3.2]}
Emellett egyes szerzők más konvenciókat is feltételeznek, például kikötik, hogy {\displaystyle \leq } antiszimmetrikus legyen, tehát részbenrendezésről van szó. Mások eleve a részbenrendezést követelik meg, szemben a többségi terminológiával, ami kvázirendezést ír elő. A másik irányú rendezést is használják, különösen Saharon Shelah és társai.

## P{\displaystyle \mathbb {P} }-nevek
A {\displaystyle \mathbb {P} } forszoló posethez asszociáljuk (kapcsoljuk) a {\displaystyle \mathbb {P} }-nevek {\displaystyle V^{(\mathbb {P} )}} osztályát. Az A halmaz {\displaystyle \mathbb {P} }-név, ha 
{\displaystyle A\subseteq \{(u,p)\mid u~\mathbb {P} {\text{-név és}}~p\in \mathbb {P} \}.}
Ez egy transzfinit rekurziót is magába foglaló definíció. Pontosabban, a transzfinit rekurziót először a következő hierarchia definiálására használják:
{\displaystyle {\begin{aligned}\operatorname {Name} (\varnothing )&=\varnothing ;\\\operatorname {Name} (\alpha +1)&={\mathcal {P}}(\operatorname {Name} (\alpha )\times \mathbb {P} ),~{\text{ahol}}~{\mathcal {P}}~{\text{a hatványhalmaz operátor}};\\\operatorname {Name} (\lambda )&=\bigcup \{\operatorname {Name} (\alpha )\mid \alpha <\lambda \},~{\text{ha}}~\lambda ~{\text{egy határrendszám}}.\end{aligned}}}
Ekkor a {\displaystyle \mathbb {P} }-nevek osztálya definiálható, mint:
{\displaystyle V^{(\mathbb {P} )}=\bigcup \{\operatorname {Name} (\alpha )~|~\alpha ~{\text{rendszám}}\}.}
A  {\displaystyle \mathbb {P} } nevek valójában a Neumann-univerzum kiterjesztései. Ha  {\displaystyle x\in V} adott, akkor {\displaystyle {\check {x}}} a {\displaystyle \mathbb {P} }-neve:
{\displaystyle {\check {x}}=\{({\check {y}},\mathbf {1} )\mid y\in x\}.}
Ez szintén egy transzfinit rekurzióval megadott definíció.

### Értelmezés
Bármely adott {\displaystyle G} része {\displaystyle \mathbb {P} } halmazra definiáljuk az értelmezés vagy kiértékelés leképezést a {\displaystyle \mathbb {P} }-nevek halmazából:
{\displaystyle \operatorname {val} (u,G)=\{\operatorname {val} (v,G)\mid \exists p\in G:~(v,p)\in u\}.}
Ez újra egy transzfinit rekurzióval megadott definíció. Jegyezzük meg, hogy ha {\displaystyle \mathbf {1} \in G}, akkor {\displaystyle \operatorname {val} ({\check {x}},G)=x}. Most 
{\displaystyle {\underline {G}}=\{({\check {p}},p)\mid p\in \mathbb {P} \}}
úgyhogy {\displaystyle \operatorname {val} ({\underline {G}},G)=G}.

### Példa
A forszoló halmazra jó példa a {\displaystyle (\operatorname {Bor} (I),\subseteq ,I)}, ahol {\displaystyle I=[0,1]} és {\displaystyle \operatorname {Bor} (I)} az {\displaystyle I} Borel-halmazai közül azok, amelyeknek nem nulla a Lebesgue-mértéke. Ekkor beszélhetünk a feltételekről, mint valószínűségekről, és egy {\displaystyle \operatorname {Bor} (I)}-név valószínűségi értelemben jelent tagságot. A valószínűségszámítási nyelvezetet más forszoló posetek esetén is használják.

## Megszámlálható tranzitív modellek és generikus szűrők
Adott {\displaystyle V} {\displaystyle {\mathsf {ZFC}}}-univerzum esetén a forszolás kulcslépése az, hogy találjunk egy alkalmas {\displaystyle G} objektumot, ami nem eleme  {\displaystyle V}-nek. A {\displaystyle \mathbb {P} }-nevek összes értelmezésének eredményként kapott osztályáról belátjuk, hogy a {\displaystyle {\mathsf {ZFC}}} modellje, és valódi bővítése {\displaystyle V}-nek, mivel {\displaystyle G\notin V}.
Ahelyett, hogy {\displaystyle V}-vel foglalkoznánk, egy {\displaystyle M} megszámlálható és tranzitív modellt veszünk, hogy {\displaystyle (\mathbb {P} ,\leq ,\mathbf {1} )\in M}. A Mostowski-féle suvasztási lemma szerint a tranzitivitás feltehető a modellben, ha az eleme reláció jóldefiniált. A tranzitivitás miatt az eleme és a többi elemi reláció intuitívan kezelhető. A megszámlálhatósági követelmény a Löwenheim-Skolem-tétel miatt kell.
A Russel-paradoxon miatt, mivel {\displaystyle M} halmaz, azért van olyan halmaz, ami nem eleme {\displaystyle M}-nek. A {\displaystyle G} halmaz szűrő, ha nem eleme {\displaystyle M}-nek, és:
- {\displaystyle G\subseteq \mathbb {P} };
- {\displaystyle \mathbf {1} \in G};
- ha {\displaystyle p\geq q\in G}, akkor {\displaystyle p\in G};
- ha {\displaystyle p,q\in G}, akkor van olyan {\displaystyle r\in G} hogy {\displaystyle r\leq p,q}.

A generikusság a következőt jelenti:
- Ha {\displaystyle D\in M} sűrű {\displaystyle \mathbb {P} }-ben (azaz minden {\displaystyle p\in \mathbb {P} }-hez van {\displaystyle q\in D} úgy, hogy {\displaystyle q\leq p}), akkor {\displaystyle G\cap D\neq \varnothing }.

A {\displaystyle G} generikus szűrő létezése következik a Rasiowa-Sikorski-lemmából. Valójában több is igaz: adott {\displaystyle p\in \mathbb {P} } állapot esetén, van {\displaystyle G} hogy {\displaystyle p\in G}. A hasítási állapot miatt, ha {\displaystyle G} szűrő, akkor {\displaystyle \mathbb {P} \setminus G} sűrű. Ha {\displaystyle G\in M}, akkor {\displaystyle \mathbb {P} \setminus G\in M}, mivel {\displaystyle M} {\displaystyle {\mathsf {ZFC}}} modellje. Emiatt generikus szűrő nem lehet {\displaystyle M}-ben.

## Az eljárás
Adott {\displaystyle G\subseteq \mathbb {P} } esetén a forszolás így működik: Az {\displaystyle \mathbb {P} }-nevek halmazát  {\displaystyle M}-ben  {\displaystyle M^{(\mathbb {P} )}} jelöli. Legyen {\displaystyle M[G]=\left\{\operatorname {val} (u,G)~{\Big |}~u\in M^{(\mathbb {P} )}\right\}}. {\displaystyle M[G]} halmazelméletének {\displaystyle M} halmazelméletére való redukálásához az elsőrendű logikán alapuló forszoló nyelvet használjuk, ahol az eleme egy bináris reláció, a {\displaystyle \mathbb {P} }-nevek pedig konstansok.
Definiáljuk a {\displaystyle p\Vdash _{M,\mathbb {P} }\varphi (u_{1},\ldots ,u_{n})} relációt (kiolvasva: {\displaystyle p} forszolja {\displaystyle \varphi }-t az {\displaystyle M} modellben a {\displaystyle \mathbb {P} } posettel), ahol {\displaystyle p} állapot, {\displaystyle \varphi } a forszoló nyelv formulája, és az {\displaystyle u_{i}}-k  {\displaystyle \mathbb {P} }-nevek. Vagyis ha  {\displaystyle G} generikus szűrő, ami tartalmazza  {\displaystyle p}-t, akkor {\displaystyle M[G]\models \varphi (\operatorname {val} (u_{1},G),\ldots ,\operatorname {val} (u_{n},G))}. Az {\displaystyle \mathbf {1} \Vdash _{M,\mathbb {P} }\varphi } speciális esetet úgy is írják, mint {\displaystyle \mathbb {P} \Vdash _{M,\mathbb {P} }\varphi }” vagy egyszerűen “{\displaystyle \Vdash _{M,\mathbb {P} }\varphi }. Az ilyen állítások igazak {\displaystyle M[G]}-ben, függetlenül attól, hogy mi {\displaystyle G} .
Fontos megjegyezni, hogy a  {\displaystyle p\Vdash _{M,\mathbb {P} }\varphi } forszoló relációnak ez a külső definíciója megegyezik az {\displaystyle M}-en vett belső definícióval. Ezt az {\displaystyle u\in v} és {\displaystyle u=v} {\displaystyle \mathbb {P} }-neveinek halmazán végzett transzfinit indukcióval határozzuk meg, és utána a formulák bonyolultsága szerint végzett teljes indukcióval. Ennek következtében {\displaystyle M[G]} tulajdonságai {\displaystyle M}-nek is tulajdonságai, innen egyenesen következik {\displaystyle {\mathsf {ZFC}}} teljesülése {\displaystyle M[G]}-ben. Ezt rendszerint a következő tulajdonságokkal jellemzik:
- Igazság: {\displaystyle M[G]\models \varphi (\operatorname {val} (u_{1},G),\ldots ,\operatorname {val} (u_{n},G))} akkor és csak akkor ha {\displaystyle G} forszolja, vagyis bizonyos {\displaystyle p\in G} állapotra teljesül {\displaystyle p\Vdash _{M,\mathbb {P} }\varphi (u_{1},\ldots ,u_{n})}.
- Definiálhatóság: Az “{\displaystyle p\Vdash _{M,\mathbb {P} }\varphi (u_{1},\ldots ,u_{n})}” állítás  definiálható {\displaystyle M}-ben.
- Koherencia: Ha {\displaystyle p\Vdash _{M,\mathbb {P} }\varphi (u_{1},\ldots ,u_{n})} és {\displaystyle q\leq p}, akkor {\displaystyle q\Vdash _{M,\mathbb {P} }\varphi (u_{1},\ldots ,u_{n})}.

Definiáljuk a {\displaystyle \Vdash _{M,\mathbb {P} }} forszoló relációt {\displaystyle M}-ben a formulák bonyolultsága szerint, először az atomi formulákra az {\displaystyle \in }-indukció szerint, utána bármely formulára:
1. {\displaystyle p\Vdash _{M,\mathbb {P} }a\in b} akkor és csak akkor, ha {\displaystyle (\forall q\in \mathbb {P} )\!\left[(q\leq p)\Rightarrow (\exists r\in \mathbb {P} )\!\left((r\leq q)\land \left(\exists c\in M^{(\mathbb {P} )}\right)\!(\exists s\in \mathbb {P} )(((c,s)\in b)\land (r\leq s)\land (r\Vdash _{M,\mathbb {P} }a=c))\right)\right]}.
2. {\displaystyle p\Vdash _{M,\mathbb {P} }a=b} akkor és csak akkor, ha {\displaystyle (\forall q\in \mathbb {P} )\!\left[(q\leq p)\Rightarrow \left(\forall c\in M^{(\mathbb {P} )}\right)\!((q\Vdash _{M,\mathbb {P} }c\in a)\Leftrightarrow (q\Vdash _{M,\mathbb {P} }c\in b))\right]}.
3. {\displaystyle p\Vdash _{M,\mathbb {P} }\lnot \phi } akkor és csak akkor, ha {\displaystyle \lnot (\exists q\in \mathbb {P} )[(q\leq p)\land (q\Vdash _{M,\mathbb {P} }\phi )]}.
4. {\displaystyle p\Vdash _{M,\mathbb {P} }(\phi \land \psi )} akkor és csak akkor, ha {\displaystyle (p\Vdash _{M,\mathbb {P} }\phi )\land (p\Vdash _{M,\mathbb {P} }\psi )}.
5. {\displaystyle p\Vdash _{M,\mathbb {P} }(\forall x)\phi (x)} akkor és csak akkor, ha {\displaystyle \left(\forall x\in M^{(\mathbb {P} )}\right)\!(p\Vdash _{M,\mathbb {P} }\phi (x))}.

## Ellentmondás-mentesség
A fenti diszkusszió eredménye összegezhető fundamentális ellentmondás-mentességi eredményként, azaz adott {\displaystyle \mathbb {P} } forszoló poset mellett feltehetjük a {\displaystyle G} generikus szűrő létezését, ami nem eleme a {\displaystyle V} univerzumnak, így {\displaystyle V[G]} szintén halmazelméleti modell a {\displaystyle {\mathsf {ZFC}}}-axiómákra. Továbbá {\displaystyle V[G]} igazságai a forszoló reláció szerint redukálhatók {\displaystyle V} igazságaira.
Gyakran használt módszer {\displaystyle G} hozzávétele akár az {\displaystyle M} modellhez, akár a {\displaystyle V} univerzumhoz. Ritkábban találkozhatunk a forszolás belső megközelítésével, ahol nincsenek megemlítve halmaz- vagy osztálymodellek. Ez volt Cohen eredeti módszere, aminek egy másik irányú továbbfejlesztéséből alakították ki a Boole-értékű analízist.

## Cohen-forszolás
A legegyszerűbb nem triviális forszoló poset a {\displaystyle (\operatorname {Fin} (\omega ,2),\supseteq ,0)}, ami a véges parciális függvények halmazát jelöli {\displaystyle \omega }-ból {\displaystyle 2~{\stackrel {\text{def}}{=}}~\{0,1\}} a visszafelé beágyazás alatt. Így egy {\displaystyle p} állapothoz két véges részhalmaz tartozik {\displaystyle \omega }-ban, a {\displaystyle {p^{-1}}[1]} és a {\displaystyle {p^{-1}}[0]}, amelyekre gondolhatunk úgy, mint az igen és a nem részekre. Nem nyújtanak információt a {\displaystyle p}-n kívüli értékekre. A {\displaystyle q} erősebb, mint {\displaystyle p} állítás azt jelenti, hogy {\displaystyle q\supseteq p}, más szavakkal, {\displaystyle q} igen és nem halmazai tartalmazzák {\displaystyle p} megfelelő részhalmazát, így több információt nyújtanak.
Legyen {\displaystyle G} generikus szűrő ehhez a posethez! Ekkor, ha  {\displaystyle p} és {\displaystyle q} eleme {\displaystyle G}-nek, akkor {\displaystyle p\cup q} állapot, mivel {\displaystyle G} szűrő. Ez azt jelenti, hogy {\displaystyle g=\bigcup G} jóldefiniált parciális függvény {\displaystyle \omega }-ból {\displaystyle 2}-be, mivel  {\displaystyle G}-ben bármely két állapot megegyezik közös tartományukon.
Valójában {\displaystyle g} totális függvény. Adott {\displaystyle n\in \omega } elemre legyen {\displaystyle D_{n}=\{p\mid p(n)~{\text{értelmezve van}}\}}. Ekkor {\displaystyle D_{n}} sűrű, ugyanis bármely adott {\displaystyle p} esetén, ha {\displaystyle n} nincs benne  {\displaystyle p} tartományában, akkor egyesítünk egy értéket {\displaystyle n}-nel, az eredmény  {\displaystyle D_{n}}-beli. Egy {\displaystyle p\in G\cap D_{n}} állapot tartománya tartalmazza {\displaystyle n}-et, és mivel  {\displaystyle p\subseteq g}, azért {\displaystyle g(n)} definiálva van.
Legyen {\displaystyle X={g^{-1}}[1]}, az általános állapotok igen halmaza; ekkor közvetlenül el lehet nevezni {\displaystyle X}-et. Legyen {\displaystyle {\underline {X}}=\{({\check {n}},p)\mid p(n)=1\}}. Ekkor {\displaystyle \operatorname {val} ({\underline {X}},G)=X}. Most tegyük fel, hogy {\displaystyle A\subseteq \omega } {\displaystyle V}-ben. Most azt állítjuk, hogy  {\displaystyle X\neq A}. Legyen {\displaystyle D_{A}=\{p\mid (\exists n)(n\in \operatorname {Dom} (p)\land (p(n)=1\iff n\notin A))\}}. Ekkor {\displaystyle D_{A}} sűrű; ez az előző bekezdésben leírtak szerint látható be. Ekkor bármely {\displaystyle p\in G\cap D_{A}} tanú arra, hogy {\displaystyle X\neq A}. Összegezve, {\displaystyle X} egy új részhalmaza {\displaystyle \omega }-nak, és szükségképpen végtelen.
Helyettesítsünk {\displaystyle \omega }-ba {\displaystyle \omega \times \omega _{2}}-t! Ezzel a véges parciális függvények közül vesszük azokat, amelyek az {\displaystyle (n,\alpha )} párokon vannak értelmezve, ahol  {\displaystyle n<\omega } és {\displaystyle \alpha <\omega _{2}}; értékük pedig {\displaystyle 0} vagy {\displaystyle 1}. Ezzel  {\displaystyle \omega _{2}} új részhalmaz adódik {\displaystyle \omega }-ban. Mindegyikük különböző a sűrűségi érv miatt: Adott  {\displaystyle \alpha <\beta <\omega _{2}} esetén legyen {\displaystyle D_{\alpha ,\beta }=\{p\mid (\exists n)(p(n,\alpha )\neq p(n,\beta ))\}}, ekkor a fenti érveléshez hasonlóan {\displaystyle D_{\alpha ,\beta }} sűrű, és egy általános állapot biztosítja, hogy az {\displaystyle \alpha }-adik és a {\displaystyle \beta }-adik új halmaz különböző.
Ez önmagában viszont még nem cáfolja a kontinuumhipotézist. Először azt kell belátni, hogy nem keletkeztek új leképezések, amelyek teljes {\displaystyle \omega }-t {\displaystyle \omega _{1}}-re képezik, vagy teljes {\displaystyle \omega _{1}}-et {\displaystyle \omega _{2}}-re. Például, ha {\displaystyle \operatorname {Fin} (\omega ,\omega _{1})} helyett az első nem megszámlálható rendszámot vesszük, akkor {\displaystyle V[G]}-ben bijekciót kapunk {\displaystyle \omega } és {\displaystyle \omega _{1}} között. Más szóval, suvasztottuk {\displaystyle \omega _{1}}-et, és a forszoló kiterjesztésben már megszámlálható rendszám.
A kontinuumhipotézis függetlenségének megmutatásához vezető utolsó lépés annak megmutatása, hogy Cohen-forszolással nem lehet suvasztani kardinális számokat. Ehhez elégséges az a kombinatorikai tulajdonság, hogy ennek a posetnek az összes antilánca megszámlálható.

## A megszámlálható lánc feltétele
A {\displaystyle p} egy {\displaystyle A} antilánca egy olyan részhalmaz, aminek elemeire teljesül, hogy valahányszor {\displaystyle p,q\in A}, mindannyiszor {\displaystyle p\perp q}, vagyis nem kompatibilisek. Azaz nincs {\displaystyle r} a {\displaystyle \mathbb {P} } halmazban, hogy {\displaystyle r\leq p} és {\displaystyle r\leq q}. Borel-halmazokon ez azt jelenti, hogy {\displaystyle p\cap q} mértéke nulla. A véges parciális függvények körében {\displaystyle p\cup q} nem függvény, azaz van legalább egy elem, amihez különböző értéket rendelnek.
{\displaystyle \mathbb {P} } megfelel a megszámlálható lánc feltételnek, ha minden {\displaystyle \mathbb {P} }-beli antilánc megszámlálható. Ez az elnevezés régebbi terminológiára vezethető vissza.
Könnyen belátható, hogy {\displaystyle \operatorname {Bor} (I)} megfelel a megszámlálható lánc feltételnek, mivel a mértékek összege legfeljebb {\displaystyle 1}. Továbbá {\displaystyle \operatorname {Fin} (E,2)} is teljesíti a feltételt, de ezt már bonyolultabb belátni.
Adott {\displaystyle W\subseteq \operatorname {Fin} (E,2)} megszámlálható részcsalád esetén zsugorítsuk {\displaystyle W}-t a {\displaystyle W_{0}} n elemet tartalmazó halmazok megszámlálhatatlan részcsaládjára. Ezt ismételjük addig, amíg nem jutunk egy véges {\displaystyle \{(e_{1},b_{1}),\ldots ,(e_{k},b_{k})\}} halmazhoz és egy {\displaystyle W_{k}} megszámlálhatatlan halmazcsaládhoz, továbbá {\displaystyle n-k} kompatibilis állapothoz, hogy minden {\displaystyle e} eleme {\displaystyle \operatorname {Dom} (p)}-nek legfeljebb  {\displaystyle p\in W_{k}} esetén. Most válasszunk tetszőleges {\displaystyle p\in W_{k}} elemet, és válasszunk hozzá {\displaystyle q\in W_{k}} elemet, amelynek értelmezési tartomány diszjunkt p-től. Ekkor {\displaystyle p\cup \{(e_{1},b_{1}),\ldots ,(e_{k},b_{k})\}} és {\displaystyle q\cup \{(e_{1},b_{1}),\ldots ,(e_{k},b_{k})\}} összehasonlíthatók, tehát {\displaystyle W} nem antilánc. Más szóval, csak megszámlálható sok {\displaystyle \operatorname {Fin} (E,2)}-antilánc van.
A forszolásban az antiláncok több szempontból is fontosak, mivel többnyire a sűrű halmazok és a maximális antiláncok ekvivalensek. Egy {\displaystyle A} antilánc maximális akkor, ha nem bővíthető nagyobb antilánccá. Ez azt jelenti, hogy minden {\displaystyle p\in \mathbb {P} } elem kompatibilis {\displaystyle A} valamelyik elemével. A maximális antilánc létezése következik a Zorn-lemmából. Adott {\displaystyle A} antilánc esetén legyen {\displaystyle D=\{p\in \mathbb {P} \mid (\exists q\in A)(p\leq q)}. Ekkor {\displaystyle D} sűrű, és {\displaystyle G\cap D\neq \varnothing } akkor és csak akkor, ha {\displaystyle G\cap A\neq \varnothing }. Megfordítva, ha {\displaystyle D} sűrű, akkor a Zorn-lemma miatt van {\displaystyle A\subseteq D} antilánc, így {\displaystyle G\cap D\neq \varnothing } akkor és csak akkor, ha {\displaystyle G\cap A\neq \varnothing }.
Tegyük fel, hogy {\displaystyle \mathbb {P} } megfelel a megszámlálható lánc feltételnek. Adott {\displaystyle x,y\in V} esetén, ha {\displaystyle f:x\to y} függvvény {\displaystyle V[G]}-ben, akkor approximáljuk {\displaystyle f}-et {\displaystyle V}-ben a következőképpen: Legyen {\displaystyle u} egy név az {\displaystyle f} számára, és legyen {\displaystyle p} állapot, ami forszolja, hogy {\displaystyle u} függvény legyen {\displaystyle x}-ből {\displaystyle y}-ba. Legyen az {\displaystyle F} {\displaystyle x}-en értelmezett függvény olyan, hogy {\displaystyle F(a)~{\stackrel {\text{df}}{=}}~\{b\mid (\exists q\in \mathbb {P} )[(q\leq p)\land (q\Vdash ~u({\check {a}})={\check {b}})]\}}. A forszolás definíciója miatt ez egész {\displaystyle V}-n értelmes. A forszolás definíciója miatt a különböző {\displaystyle b}-k nem kompatibilis {\displaystyle p}-kből származnak. A megszámlálható lánc feltétele miatt {\displaystyle F(a)} megszámlálható.
Összegezve, {\displaystyle f} nem ismert {\displaystyle V}-ben, mivel {\displaystyle G}-től függ, azonban nem ismeretlen a megszámlálható lánc feltétel forszolás számára. Azonosíthatunk egy megszámlálható halmazt {\displaystyle f}-hez, ami segít {\displaystyle G} ismerete nélkül is meghatározni {\displaystyle f} értékét, {\displaystyle G}-től függetlenül.
Ennek a következő érdekes következménye adódik. Ha {\displaystyle V[G]}-ben az {\displaystyle f:\alpha \to \beta } függvény szürjektív az egyik végtelen rendszámról egy másikba, akkor van szürjektív {\displaystyle g:\omega \times \alpha \to \beta } {\displaystyle V}-n, és szürjektív {\displaystyle h:\alpha \to \beta } {\displaystyle V}-ben. Tehát a rendszámok nem suvaszthatók, és  {\displaystyle 2^{\aleph _{0}}\geq \aleph _{2}} {\displaystyle V[G]}-ben.

## Easton-forszolás
A kontinuum pontos értékének meghatározása a fenti Cohen-modellben és változataiban, mint  {\displaystyle \operatorname {Fin} (\omega \times \kappa ,2)} a {\displaystyle \kappa } rendszámokra Robert M. Solovay műve, aki a  {\displaystyle {\mathsf {GCH}}} megsértésével is foglalkozott. Ezt csak reguláris rendszámokra dolgozta ki. Például, ha a Cohen-modellben {\displaystyle {\mathsf {CH}}} teljesül {\displaystyle V}-n, akkor {\displaystyle 2^{\aleph _{0}}=\aleph _{2}} teljesül  {\displaystyle V[G]}-ben.
William B. Easton valódi osztály verziót dolgozott ki a  {\displaystyle {\mathsf {GCH}}} megsértéséhez reguláris rendszámok esetén, alapvetően azzal, hogy megmutatta, az ismert korlátozások, mint a monotonitás, a Cantor-tétel, és a König-tétel csak a {\displaystyle {\mathsf {ZFC}}} feltevésével bizonyíthatók.
Easton eredménye fontos volt abban, hogy a forszolást valódi állapotosztállyal végezte. Általában ezen a módon nem lehet modellezni a {\displaystyle {\mathsf {ZFC}}}-et. Például a {\displaystyle \operatorname {Fin} (\omega \times \mathbf {On} ,2)} osztállyal végzett forszolás, ahol {\displaystyle \mathbf {On} } az összes rendszám valódi osztálya, a kontinuumot valódi osztállyá teszi. Ezzel szemben a {\displaystyle \operatorname {Fin} (\omega ,\mathbf {On} )} osztállyal forszolva a rendszámok megszámlálható felsorolásához jutunk. A {\displaystyle V[G]} egyik esetben sem modellje {\displaystyle {\mathsf {ZFC}}}-nek.
Egy időben úgy gondolták, hogy van a forszolásnak egy finomított változata, ami lehetővé teszi a szinguláris rendszámok hatványainak tetszőleges megváltoztatását. Azonban kiderült, hogy ez egy nehéz, sok szálú probléma, ami meglepetésekkel is szolgál, a PCF elmélet mélyebb ismeretét igényli a {\displaystyle {\mathsf {ZFC}}}-ben, és forszoló modelleket, amelyek a nagy kardinálisok különböző tulajdonságainak ellentmondás-mentességétől függenek. Sok kérdés megválaszolatlan marad.

## Véletlen valósok
A Borel-halmazok {\displaystyle (\operatorname {Bor} (I),\subseteq ,I)} algebrájában a generikus szűrő egy {\displaystyle r} valós számhoz tart, amit véletlen valósnak neveznek. Az {\displaystyle r} szám végtelen tizedestört kifejtése megadható, mint {\displaystyle {\underline {r}}=\left\{\left({\check {E}},E\right)~{\Bigg |}~E=\left[{\dfrac {k}{10^{n}}},{\dfrac {k+1}{10^{n}}}\right]~{\text{és}}~0\leq k<10^{n}\right\}}. Így bizonyos értelemben {\displaystyle {\underline {G}}} alneve.
Az {\displaystyle r} számból visszakaphatjuk {\displaystyle G}-t, ha vesszük az {\displaystyle I} {\displaystyle r}-t tartalmazó Borel-részhalmazait. Mivel a forszoló poset benne van {\displaystyle V}-ben, de  {\displaystyle r} nincs benne, ez a tartalmazás lehetetlen. Ezzel szemben természetes értelemben például a {\displaystyle [0{,}5;0{,}6]} {\displaystyle V}-ben tartalmaz egy véletlen valóst, aminek a tizedes kifejtése úgy kezdődik, mint  {\displaystyle 0{,}5}. Ez formalizálható a Borel-kóddal.
Minden Borel-halmaz megkapható kiindulva azokból az intervallumokból, amelyeknek mindkét végpontja racionális, és megszámlálható sokszor alkalmazva a komplementer és a megszámlálható unió műveletét. Egy ilyen konstrukció feljegyezve Borel-kód. Ha {\displaystyle B} Borel-halmaz {\displaystyle V}-ben, akkor megtalálva ennek egy Borel-kódját alkalmazhatjuk ugyanezt a konstrukciót {\displaystyle V[G]}-ben is, ezzel a {\displaystyle B^{*}} Borel-halmazhoz juthatunk. Bizonyítható, hogy az eredeti halmaz bármelyik konstrukciójával ugyanazt a {\displaystyle B^{*}} halmazt kapjunk, továbbá megőrződnek a részhalmaza relációk is, tehát ha {\displaystyle B\subseteq C}, akkor {\displaystyle B^{*}\subseteq C^{*}}. Továbbá, ha {\displaystyle B} nullmértékű, akkor {\displaystyle B^{*}} is nullmértékű.
Így, ha {\displaystyle r} véletlen valós, akkor megmutatható, hogy {\displaystyle G=\{B~(\in ~V)~|~r\in B^{*}~(\in ~V[G])\}}. Az {\displaystyle r} és a {\displaystyle G} kapcsolatát úgy fejezhetjük ki, hogy {\displaystyle V[G]} helyett {\displaystyle V[r]}-t írunk.
Dana Scott másként értelmezte a valósokat {\displaystyle V[G]}-ben. A racionális számok nevei megszámlálható sok különböző racionális számhoz tartoznak, amelyek maximális antiláncnak felelnek meg a Borel-halmazokon. Más szóval, ez egy valós értékű függvény {\displaystyle I=[0,1]}-en. A  {\displaystyle V[G]} valósai az ilyen függvények Dedekind-szeleteinek feleltethetők meg, azaz mérhető függvények.

## Boole-értékű modellek
Boole-értékű modellekkel is bemutatható a módszer. Itt minden állításnak igazságértéke van, ahol az igazságértékek egy atomok nélküli teljes Boole-algebrát alkotnak. Ebben a Boole-algebrában választunk ultraszűrőt, ami igaz-hamis értékeket rendel az elmélet állításaihoz. Végeredményként a modell ultraszűrőt tartalmaz, ami új modellként fogható fel, amit a régiből az ultrafilterrel való bővítéssel kapunk. Megfelelő tulajdonságú modellből kiindulva egy megfelelő tulajdonságú modell nyerhető az ultraszűrő hozzávételével. Ebben csak az igaz, aminek igaznak kell lennie, amelyek forszolva vannak arra, hogy igazak legyenek.

## Metamatematikai fejtegetés
A forszolást arra szokás használni, hogy egy állítás nem mond-e ellent a {\displaystyle {\mathsf {ZFC}}} axiómarendszernek, vagy annak egy kiterjesztésének. Ennek egy módja, hogy a {\displaystyle {\mathsf {ZFC}}} ellentmondásmentes, és hozzávéve az állítást belátjuk, hogy az új rendszer is ellentmondás-mentes.
Minden állapot véges mennyiségű információt tárol. Emögött az áll, hogy csak a véges információk érdekesek az ellentmondás-mentesség bizonyításához, hiszen egy elmélet kielégíthető akkor és csak akkor, ha minden véges részhalmaza kielégíthető. Ezekből azonban végtelen sokat választhatunk a modellhez; hogyha ezek is ellentmondás-mentesek, akkor {\displaystyle {\mathsf {ZFC}}} és egy végtelen bővítésének ellentmondás-mentességét látjuk be.

## Logikai kifejtés
Gödel második nemteljességi tétele miatt egy elég erős formális elmélet ellentmondás-mentessége nem bizonyítható a saját axiómáival. Éppen ezért csak relatív ellentmondás-mentesség bizonyítható, azaz feltéve, hogy az eredeti rendszer, például {\displaystyle {\mathsf {ZFC}}} ellentmondás-mentes. Például, ha hozzávesszük {\displaystyle {\mathsf {ZFC}}}-hez a H hipotézist, akkor H vagy {\displaystyle {\mathsf {ZFC}}+H} ellentmondás-mentessége helyett csak azt láthatjuk be, hogy ha {\displaystyle {\mathsf {ZFC}}} ellentmondás-mentes, akkor {\displaystyle {\mathsf {ZFC}}+H} is ellentmondás-mentes. Valójában azt bizonyítjuk, hogy
(*) {\displaystyle {\mathsf {ZFC}}\vdash \operatorname {Con} ({\mathsf {ZFC}})\rightarrow \operatorname {Con} ({\mathsf {ZFC}}+H).}
Egy általánosabb séma a relatív ellentmondás-mentesség bizonyítására. Mivel egy bizonyítás véges sok lépést tartalmaz, ezért véges sok axiómát használ:
{\displaystyle {\mathsf {ZFC}}+\lnot \operatorname {Con} ({\mathsf {ZFC}}+H)\vdash (\exists T)(\operatorname {Fin} (T)\land T\subset {\mathsf {ZFC}}\land (T\vdash \lnot H)).}
Bármely adott bizonyítás esetén {\displaystyle {\mathsf {ZFC}}} igazolhatja a bizonyítás érvényességét. Ezt a bizonyítás hossza szerinti teljes indukcióval láthatjuk be.
{\displaystyle {\mathsf {ZFC}}\vdash (\forall T)((T\vdash \lnot H)\rightarrow ({\mathsf {ZFC}}\vdash (T\vdash \lnot H))).}
Most azt kapjuk, hogy 
{\displaystyle {\mathsf {ZFC}}+\lnot \operatorname {Con} ({\mathsf {ZFC}}+H)\vdash (\exists T)(\operatorname {Fin} (T)\land T\subset {\mathsf {ZFC}}\land ({\mathsf {ZFC}}\vdash (T\vdash \lnot H))).}
Ha belátjuk, hogy
(**) {\displaystyle {\mathsf {ZFC}}\vdash (\forall T)(\operatorname {Fin} (T)\land T\subset {\mathsf {ZFC}}\rightarrow ({\mathsf {ZFC}}\vdash \operatorname {Con} (T+H)))},
akkor következik
{\displaystyle {\mathsf {ZFC}}+\lnot \operatorname {Con} ({\mathsf {ZFC}}+H)\vdash (\exists T)(\operatorname {Fin} (T)\land T\subset {\mathsf {ZFC}}\land ({\mathsf {ZFC}}\vdash (T\vdash \lnot H))\land ({\mathsf {ZFC}}\vdash \operatorname {Con} (T+H)))},
ekvivalensen
{\displaystyle {\mathsf {ZFC}}+\lnot \operatorname {Con} ({\mathsf {ZFC}}+H)\vdash \lnot \operatorname {Con} ({\mathsf {ZFC}})},
amiből visszajutunk (*)-hoz. A relatív ellentmondás-mentesség belátásához elég bizonyítani (**)-ot. Először {\displaystyle {\mathsf {ZFC}}}-bizonyítást kell használni {\displaystyle \operatorname {Con} (T+H)}-ra, ami bizonyítja {\displaystyle \operatorname {Con} (T+H)}-t a {\displaystyle {\mathsf {ZFC}}} minden véges {\displaystyle T} részhalmazára. Ez azonban nem általános bizonyítás.
{\displaystyle {\mathsf {ZFC}}}-ben bizonyítható, hogy bármely {\displaystyle p} állapot esetén a {\displaystyle p} által forszolt, nevek szerint kiértékelt formulák halmaza deduktívan zárt. Továbbá, a {\displaystyle {\mathsf {ZFC}}} bármely axiómájára következik, hogy {\displaystyle {\mathsf {ZFC}}}-ből bizonyítható, hogy {\displaystyle \mathbf {1} } forszolja. Most már elegendő találni egy állapotot, ami forszolja {\displaystyle H}-t.
A Boole-értékű forszolás hasonlóan működik. Itt azt kell belátni, hogy {\displaystyle H} Boole-értéke nem {\displaystyle \mathbf {0} }.
Egy másik megközelítés a reflexiótételt használja. A {\displaystyle {\mathsf {ZFC}}}-axiómák bármely adott véges részhalmazára van {\displaystyle {\mathsf {ZFC}}}-bizonyítás, hogy ennek a véges axiómahalmaznak van megszámlálható tranzitív modellje. A {\displaystyle {\mathsf {ZFC}}} axiómák minden véges {\displaystyle T} halmazához van a {\displaystyle {\mathsf {ZFC}}}-axiómáknak egy véges {\displaystyle T'} halmaza, hogy {\displaystyle {\mathsf {ZFC}}} bizonyítja, hogy ha egy megszámlálható {\displaystyle M} modell eleget tesz {\displaystyle T'}-nek, akkor {\displaystyle M[G]} eleget tesz {\displaystyle T}-nek. Először be kell látni, hogy a {\displaystyle {\mathsf {ZFC}}}-axiómáknak van olyan véges {\displaystyle T''} halmaza, hogy ha egy {\displaystyle M} megszámlálható tranzitív modell megfelel {\displaystyle T''}-nek, akkor {\displaystyle M[G]} megfelel a {\displaystyle H} hipotézisnek. Ekkor a {\displaystyle {\mathsf {ZFC}}}-axiómák bármely adott véges {\displaystyle T} halmazára {\displaystyle {\mathsf {ZFC}}} bizonyítja {\displaystyle \operatorname {Con} (T+H)}-t.
Néha a (**)-ban egy {\displaystyle {\mathsf {ZFC}}}-nél erősebb {\displaystyle S} elméletet használnak {\displaystyle \operatorname {Con} (T+H)} bizonyítására. Ekkor már tudunk egy bizonyítást {\displaystyle {\mathsf {ZFC}}+H}-ra, relatívan {\displaystyle S} ellentmondás-mentességére. Jegyezzük meg, hogy {\displaystyle {\mathsf {ZFC}}\vdash \operatorname {Con} ({\mathsf {ZFC}})\leftrightarrow \operatorname {Con} ({\mathsf {ZFL}})}, ahol {\displaystyle {\mathsf {ZFL}}} a {\displaystyle {\mathsf {ZF}}+V=L}, a konstruálhatóság axiómája.

## Előzmények

### Cantor
Georg Cantor 1870-es évekbeli munkásságához szokás kötni a halmazelmélet megszületését. Egy 1873-as cikkében leírja, hogy a pozitív egészek és a racionális számok párba állíthatóak, azaz van közöttük kölcsönösen egyértelmű hozzárendelés, mai szóhasználattal: a racionális számok halmaza megszámlálható.
1874-es eredménye, hogy a valós számok (melyeknek egy lehetséges definícióját is ő adta meg korábban) többen vannak: bárhogy is próbálnánk őket a pozitív egészekkel megfeleltetni, mindig maradna ki valós szám (ehhez a bizonyításhoz használta először az ún. átlós módszert, melynek a matematika szinte minden ágában van alkalmazása).
Magát a végtelen halmaz fogalmát is ő definiálta először: olyan halmaz, mely párba állítható egy valódi részhalmazával, tehát olyan részével, mely nem tartalmazza minden elemét. (A pozitív egészek esetében, ha minden ilyet kettővel beszorzunk, akkor a páros számokkal állítjuk őket párba, s valóban: van páratlan szám, tehát olyan, ami ilyenkor kimarad.)
Cantor híres, általa meg nem oldott problémája, a kontinuum-hipotézis. Cantor átlós módszere mutatja, hogy egy halmaz hatványhalmaza (részhalmazainak halmaza) mindig nagyobb az eredetinél, azaz nem lehet őket párba állítani. A kérdés az, vajon van-e olyan halmaz, amelyik nagyobb a természetes számoknál, de kisebb a hatványhalmazánál (amiket könnyen megfeleltethetünk a valós számoknak, amelyek segítségével „folytonosan” lerajzolhatjuk a számegyenest, innen a kontinuum elnevezés).

### Gödel
Kurt Gödelnek több olyan eredményt sikerült bizonyítania, amelyekkel külön-külön is beírta volna magát a matematika történetébe.
Gödel teljességi tétele azt állítja, hogy egy elméletből (állítások egy halmazából) levezethető formulák megegyeznek az elmélet következményeivel. Máshogyan mondva, ami igaz, azt be is lehet bizonyítani.
1931-es, illetve 38-as eredményei, a nemteljességi tételek azonban egy másmilyen teljességgel foglalkozik. Gödel első nemteljességi tétele azt állítja, hogy egy kellően komplikált elméletben (nem ellentmondásos, illetve lehet definiálni a természetes számokat, illetve azok összeadását, szorzását, rendezését) mindig lesz olyan állítás, amit sem bizonyítani, sem cáfolni nem lehet az axiómarendszerből. Gödel második nemteljességi tétele szerint ilyen állítás az, hogy maga az elmélet konzisztens.

### Relatív ellentmondás-mentesség bizonyítása modellmódszerrel
Gödel munkássága nyomán ismeretes, hogy egy elmélet ellentmondástalansága azt jelenteni, hogy az elméletnek van halmazmodellje. Ilyen létezését azonban nem tudjuk garantálni a második nemteljességi tétel miatt. Ha azonban feltesszük egy modell létezését, abból definiálhatunk egy másikat, így mutatva meg, hogy ha az egyik elmélet ellentmondástalan, akkor a másik is az kell, hogy legyen. Gödel a Zermelo-Fraenkel axiómarendszert teljesítő modellből kiindulva definiálta az ún. konstruálható halmazok L-lel jelölt modelljét, amelyben a következő dolgok teljesülnek: egyrészt itt igaz Cantor kontinuum-hipotézise, sőt, minden végtelen halmazra igaz, hogy nincs olyan halmaz, ami nála nagyobb, de a hatványhalmazánál kisebb. Másrészt teljesül az ún. kiválasztási axióma. Az első állítás érthetően nagy előrelépésnek számított; a halmazelmélet egyik alapkérdését ha nem is sikerült belátni, de legalább az kiderült, hogy ha nincs ellentmondás az elfogadott axiómarendszerben, akkor úgy sincs, ha a sejtést felvesszük az axiómáink közé, azaz azt sikerült bebizonyítani, hogy az ellenkezőjét nem lehet bizonyítani.
Gödel tétele és Cohen forszolási módszerének megszületése között eltelt 30 év, de a matematikusok előtt csak „néhány” modell volt ismeretes, azok is jórészt Gödelnek köszönhetően. Így a modellmódszeres (relatív) konzisztencia bizonyítások csak ezek tanulmányozására szorítkozhattak. A forszolással azonban új perspektívák nyíltak meg: egy modellből kiindulva modellek sokaságát lehet gyártani, s ami még fontosabb, olyan módon, hogy közben befolyásolható, hogy mi legyen igaz az új modellben és mi ne.

## Fordítás
Ez a szócikk részben vagy egészben  a   Forcing (mathematics) című angol Wikipédia-szócikk fordításán alapul.  Az eredeti cikk szerkesztőit annak laptörténete sorolja fel. Ez a jelzés csupán a megfogalmazás eredetét és a szerzői jogokat jelzi, nem szolgál a cikkben szereplő információk forrásmegjelöléseként.